# 相逢之歌
〈相逢之歌〉（羅馬化：«Pesnja o vstrečnom»，又依首句作〈「清晨用凉爽迎接我们……」〉）是苏联群众歌曲，由作曲家德米特里·肖斯塔科维奇根据诗人鲍里斯·科尔尼洛夫的歌词创作。歌曲首次上演是在1932年上映的电影《迎展计划》（羅馬化：«Vstrečnyj»）中，由弗里德里克·埃尔姆列尔、谢尔盖·尤特克维奇、列奥·阿尔恩施塔姆三人执导。电影中歌曲表演动用了合唱团和大编制的管弦乐团，其旋律是全篇的主旋律。从此歌曲位列苏联第一批长受欢迎的群众歌曲之中，使其两位作者在全联盟境内闻名。


-{Нас утро встречает прохладой,

Нас ветром встречает река. 

Кудрявая, что ж ты не рада 

Весёлому пенью гудка?

Не спи, вставай, кудрявая!  

В цехах звеня, 

Страна встаёт со славою 

На встречу дня.}-

译配

早晨，一阵风吹过小河，

曙光迎接你，迎接我，

干吗不开心，卷发姑娘？

你听，汽笛响，多快活。

快快起床，卷发姑娘，

上工铃响，

全国都站立起来迎

## 创作
按研究肖斯塔科维奇生平与作品的前沿研究人员、音乐学家С·М·亨托娃（Хентова）所说，肖氏对电影音乐的兴味总体上反映出一种倾向，就是他喜好通过音乐手段捕捉同电影美学高度相合的特性品质。亨托娃特别提到如下几点：「对比的活力、符合逻辑的剧作法、有规律的抽痛感、卓别林式的喜剧、自由的即兴创作」。肖斯塔科维奇号称苏联第一批转向电影音乐的作曲家之一，随着有声电影到来，他成为领先的电影配乐家，一共为34部作品配乐。1950年他写道：「我从亲身经历中体会到，在影院里干活对作曲的来说是一片大可作为的广阔天地」。肖氏认为他「电影生涯」中最重要的两部作品是为《金山》和《迎展计划》所作的配乐，对此他写道：「我的电影人生中有几段是转折点。1931年我给两部电影《金山》和《迎展计划》写配乐。这两部已经是真正苏维埃的有声电影了（我强调「苏维埃」是从它们的主旨和意识形态导向来说），所以我觉得做这几样工作对我自己挺重要的」。
为电影《迎展计划》配乐的提议是在1932年秋季、由列宁格勒导演弗里德里克·埃尔姆列尔提出的。创作者计划用此电影向十月革命十五周年献礼。电影题献给列宁格勒工人的劳动成就，尽管面临重重困难，工人还是完成了「对抗计划」（Встречный план）。电影和本文所述歌曲所提及的这种「对抗计划」是社会主义竞赛的特殊形式，属于计划经济的组成部分，用来形容比上层规划部门所拟定的「国家计划」指标更高、期限更短地完成任务。号召完成这类计划的口号（如「给他个对着干的生产财务计划！」）一度非常流行，和苏联当时工业化以及一五计划的实际情况相联系。电影中各种「生产」的音效在其中占有重要地位，模仿工厂的噪声，整体都配有音乐伴奏。
电影导演、编剧之一的阿尔恩施塔姆提到，肖斯塔科维奇还年轻，之所以选择他配乐，是多种因素的产物。其中包括几位导演曾和作曲家在电影《金山》中合作的事，当时肖氏为电影写作了「特别好的音乐」；那时肖斯塔科维奇已经是有名的作曲家，创作出不少影响不小的作品：「还有最后第三点，不只是肖斯塔科维奇，当时我们所有人都年轻得『不像话』了！我们整个制作组，平均年龄就二十五岁……」。考虑到分配给出片的时间只有两个半月这一事实（电影制作者甚至也同意和工厂里的工人开展社会主义竞赛），肖斯塔科维奇在这一影片中的工作方式是惊人短暂的拍摄时间所造成的。他亲临拍摄现场，察看制作进度，或者在拍摄告一段落之后立刻观看效果，并马上谱曲——这样，音乐常常能润饰表演的动作。比如在看过一队人骑自行车出现在河堤上的「白夜」一幕后，肖斯塔科维奇询问导演尤特克维奇，问这队人是哪一秒出现在胶卷上，得到说明之后，就将模仿车铃的声音加入了配乐。按亨托娃的记载，音乐更多时候是根据剧本、与电影制作同步创作的，在这一基础上，肖斯塔科维奇按个人的艺术想法来，这样就创作出「统括的、有着独立的语义功能的声音图像」。而至于本文所述歌曲，当时预先决定歌曲要忠实反映工作的主题，要有模仿性，而建立在民歌，以及日常生活抽提出的模式之上。创作时歌曲得到的名字是〈晨歌〉，很快就确定要有大规模的合唱。当时的本意是歌曲从影片开头的演职员表就响起，作主旋律用。根据亨托娃的说法，是作为「戏剧的聚光镜」拿出使用。按А·И·皮奥特罗夫斯基（Пиотровский）的建议，决定向青年诗人鲍里斯·科尔尼洛夫约诗稿，有人亲眼见证，他直接就在工作室里写下了诗，没有迟延。歌曲的词反复修改，被皮奥特罗夫斯基严厉批评。其中几份中间稿还有存留。在肖斯塔科维奇的档案中，有一段未完成的诗稿如下：
| Если каждый делу предан, Если все вперёд идём, Песню радостной победы Мы по миру разнесём. Только с сердцем песню эту Можно вырвать у меня. Песня эта будет спета… | （大意）如果人人都献身事业，如果我们都向前进，胜利唱出的快乐歌声，就由我们传遍世界。除非用心来交换，才能拿走我这首歌。这首歌将要唱响…… |

另一个版本中，开头是，「河流带着风迎接我们」；之后是，「我看见你乐意歌唱/七点钟的汽笛……」的诗行。

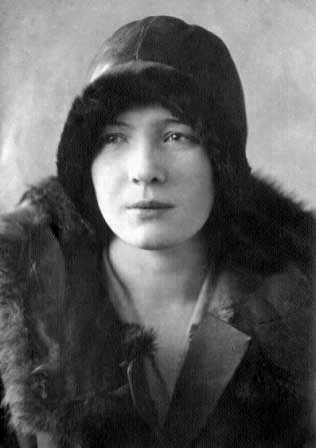
奥尔加·别尔戈利茨，摄于1930年

1975年诗人米哈伊尔·杜金（Михаил Дудин）写到「快快起床，卷发姑娘」这一著名诗句，提到科尔尼洛夫是将其题献给妻子，女诗人奥尔加·别尔戈利茨，不过事实上「她那一头美丽的、金色的、浓厚的、如同没打包的麦捆的秀发，可是从没捲过」。
1977年尤特克维奇回忆道肖斯塔科维奇「一想就把歌弄出来了，他没给什么选项，脑子一过就把整首歌演奏出来，我们要的就只这一首」。按亨托娃的记载，上述的说法与事实不相符。她的论点是肖氏很长时间都写不出歌，举例说有大量的草稿遗留下来，上面写有各种版本的旋律。从Л·С·柳巴谢夫斯基（Любашевский）的回忆录来看，「一个戴着眼镜、动作很快的年轻人走进来，坐在钢琴前面就开始弹。阿尔恩施塔姆是搞音乐的，埃尔姆列尔是真心搞音乐的。尤特克维奇是什么艺术都懂，我就谦卑地闭上嘴。钢琴那边的年轻人乖乖地听话，拿出新的又新的旋律……」为电影创作的音乐，包括歌曲（诗句的版本有不同），它们的草稿有些还保存着，总计22张乐谱，用在不同的场景片段，从这些草稿中，可以看出作曲家工作推进的一些脉络。就歌曲的前奏来说，肖氏写出了超过十种不同的版本，而调性倾向、节奏支撑——事实上整个旋律的类型在最早的三篇记录中就已经能追溯得出了。按亨托娃的发现，旋律的音调构架能回到抒情样式的俄罗斯民歌曲调，这样一种民谣的素材之上，肖斯塔科维奇早在音乐学院求学时就研究过这些素材。音乐学家А·Н·索霍尔（Сохор）认为，这部电影的音乐是沿着里姆斯基-科萨科夫歌曲旋律的影响脉络而来，其中特别受到歌剧《萨坦王的故事》《金鸡》的影响。在歌曲的某些间奏的部分，也可以看出和维尔京斯基、А·Н·切尔尼亚夫斯基（Чернявский，本姓齐姆巴尔）等人的旋律有着隐隐的相似之处，这些作品，肖斯塔科维奇儿时是听得到的。就其中说，维尔京斯基用苔菲作的词所写成的流行歌曲〈三页纸〉（«Три пажа»）就值得提及。
这样一部以生产为主题的乐观电影指示了歌曲要有的特性，肖斯塔科维奇将「灵活的、欢乐的、阳光的、轻快的曲调」搜罗进了歌曲的旋律中：「歌曲的要求是要提起一种喜庆欢乐的感受——醒来的早晨之歌、一代人的歌、唱出伟大时代的歌」。电影中，这首歌由合唱团和大编制的管弦乐团表演。肖斯塔科维奇是在电影中使用多种音效的第一批人，这些音效设计出来，是要通过音乐的手段展示电影中正在发生的事。为了这个目的，他运用了各种声音拟象的方法：噪声、马特诺琴、汽车声、工厂汽笛声、哨声，等等。在肖斯塔科维奇的作品目录中，为这部电影所作的配乐列在Op. 33（但手稿签名的位置不明）。歌曲第一次发表是在1933年，当时是单独分出来发表的。1932年11月7日电影上映，在观众中大受欢迎，这其中音乐的贡献巨大。

## 反响与批评
电影和歌曲在观众中获得成功之后，歌曲在广播中经常播放，录音封装进留声机唱片发行，算是苏联群众歌曲以这类方式传播的第一批例子。〈相逢之歌〉在许多讨论中成为话题，其中也受到不少批评，有的观点认为歌曲过于简单，是一种原始化，是向大众水平有限的口味作出的妥协。
阿尔恩施塔姆提起，电影无疑有一处成功的地方，就是本文记述的歌曲在1930年代得到了「苏维埃联盟的百万劳工」传唱。他提出这种成功不是意外，因为影片的创作者预先就是给自己下了任务，聚焦在歌曲将来要广为流传：「电影的音乐非常清澈，十分『优雅』。可惜歌词不如曲子。现在歌挨了不少人的骂，我觉得不公平。他们会唱，既是因为歌的长处，也是因为短处。不论怎么说，这首歌比起很多〈砖头〉之类的歌要讲究、有才得多」。梅耶提到在电影首映之后，歌曲很快就惊人地流行起来，他写道：「用钢琴伴奏着表演出来，这首歌就显得有着朴实的、讨人开心的旋律，而在电影里响起的就是大排场的版本了，要用合唱团和大编制的交响乐团演奏」。作曲家本人也认为这首歌是他创作出的一大成功，写道这首歌成为「从银幕飞向人民群众中的苏联电影歌曲中的初燕」。1937年，肖斯塔科维奇提到这类题材的歌曲对他来说不好写，认为这片领域他唯一成功的作品就是这首〈相逢之歌〉；1950年他又写到这首歌受到追捧传唱不止是在苏联，而且是在全世界：
|  | 现在它（这首歌）飞得远了：在大洋另一边它成了进步的人唱的赞歌，还举个例子，比如在瑞士，就是婚礼唱的歌。到头来这篇旋律没有了作者，这可是这个作者可以拿来自豪的事。那时从《迎展计划》出来的这首歌，它的命运给我不少启发：它告诉我，和电影作为一个整体创作出来的音乐，从电影中分出来了，也不应该失去独立的价值。 |

奥尔加·别尔戈利茨日后回忆起丈夫的诗：「这些年他有一首歌走遍了天下——它活在世上，让人们开心——不管是老还是少，是又顽强又欢乐，又严格又轻快地呼唤着他们」。尽管科尔尼洛夫在1930年代前半叶名声大噪，尽管歌曲取得的成功不能忽视，在1937年11月27日，他还是被捕了，罪名是参加反苏维埃的托派组织，第二年2月20日，科尔尼洛夫被枪决。之后根据科氏的诗句写成的歌在演出和印刷时都只用「民间歌词」指代。诗人死后多年的1957年1月5日，他才得到平反，理由是「因罪证不足」。
肖斯塔科维奇在日后的作品中，多次引用这首歌的音乐，在后来作品中的引用如电影《米丘林》的配乐、轻歌剧《莫斯科，稠李区》、未完成的歌剧《大闪电》等等。之后不久，歌曲在许多作曲家进行苏维埃式群众歌曲一类题材的创作时，就成为了模板。因此这类歌曲方向上公认的大师И·О·杜纳耶夫斯基评论道：「这真是一首群众歌曲，把电影的主题带到了顶点，我们国家这种精神武器的武库是这样的丰富，而它在里面就占了一块又结实又光荣的地方」。杜纳耶夫斯基还曾将歌曲改编成混声合唱团的版本，他也请人们注意这样的事，就是在苏联电影中，群众歌曲是从肖斯塔科维奇这一首歌中开始传播的。从杜氏的观点看，正是借着这首歌「苏维埃的群众歌曲就开始了又快又成功的增长，在电影的艺术中间发现了有力的吹鼓手」。在音乐学中，有说法指出〈相逢之歌〉和〈快乐的风〉（«Песня о веселом ветре»）在旋律上有些相似，后者是来自杜纳耶夫斯基为电影《格兰特船长的儿女》创作的音乐。因此在索霍尔看来，两首歌的旋律相像，不只是「在有特点的动机之轻快、色彩之透明上」，也是「在特定的几处旋律转调上」。为了论证这种看法，两首歌的第一和倒数第二乐段分别拿出来作比较。Л·В·丹尼列维奇注意到〈相逢之歌〉的一些特色预先表明了杜纳耶夫斯基的创作，他的归因是「振奋、响亮、纯粹反映大多数的声音，依赖着城市民歌的音调」。创作〈相逢之歌〉的过程影响了许多苏联作曲家的歌曲：马特韦伊·布兰捷尔、德米特里和丹尼尔·波克拉斯两兄弟、尤里·米柳京、瓦西里·索洛维约夫-谢多伊。苏联诗人叶夫根尼·多尔马托夫斯基在1966年写到这首歌，认为歌曲联系一五计划那个时期，可以无愧于称作「整个时代的音乐样本」。1933年到1934年间，《迎展计划》电影在捷克斯洛伐克、波兰、美国、日本上映，这可称是肖斯塔科维奇第一次在国际上获得认可（甚至比歌剧《姆岑斯克郡的麦克白夫人》更早），就正是通过电影。1930年代乃至二战期间，这首歌在社会主义者和工人阶级圈子中广泛地传播，通过各种版本、各种语言表演出来。
1942年，这首歌由美国作曲家哈罗德·罗姆改编的、英文歌词的版本在美国发表，标题是〈联合国家进行曲〉（United Nations on the March）；又在1943年的音乐电影《千万喝采》中演出，由歌手凯瑟琳·格雷森演唱，还配有大规模的合唱团，以及及管弦乐团。1945年7月歌曲在旧金山演出，在联合国建立的时刻充作颂歌演奏。1997年，全俄罗斯境内发放、以鲍里斯·科尔尼洛夫命名的年度奖项「迎接新生活」在圣彼得堡成立，目的是要将诗人的纪念永久持续下去。1999年，奖项暂停发放，直到2008年，在俄联邦文化部与俄罗斯作家协会的合作下，奖项换了一种新形式，重新发放。
按照亨托娃的说法，通过为《迎展计划》的电影配乐，相比之前为电影做的工作，肖斯塔科维奇迈出了他新的一步。在这部影片中，大规模、歌剧式样的序曲第一次在苏联的影剧院中上演，而这段序曲的主题就是〈相逢之歌〉这首群众歌曲。电影的主旋律负责刻画角色的性格、行动，随着银幕上发生的事而变化。于是这段难忘的主旋律「听起来振奋又欢乐，用铜管架起来，这是工厂相信完成了任务的时候；听起来觉得忧伤，用小提琴和长笛在高些的音域演奏，这是工作延误了的时候……」《苏联电影史》的作者提到，自从1930年代开始，肖斯塔科维奇为电影创作的音乐就成为真确的「时代记录，能让人准确地定位事情发生的时间」。作曲家本人似乎也同意这种看法，他也认为这部《迎展计划》是自己电影生涯的一座里程碑。

## 抄袭指控
歌曲在全联盟闻名之后，有人指控肖斯塔科维奇从作曲家А·Н·切尔尼亚夫斯基早在1895年出版的歌集中借用了旋律。这一事态在音乐圈子中广为流传，成为真正意义上的丑闻爆发出来。争议之大到了事情的情况需要由其他音乐家检视的程度。根据作曲家А·А·阿什肯纳齐（Ашкенази）回忆录的记载，切尔尼亚夫斯基找过来，将歌集拿给他看，在切氏看来，这本歌集中有旋律被取用了，就是〈相逢之歌〉所依照的。为了应对这份指控，有一个由М·О·施泰因贝尔格牵头的委员会组织起来，确认两首歌的主题是接近的。按阿什肯纳齐的说法，「为了帮肖斯塔科维奇脱身」，又组织了一个委员会，其中包括А·М·日托米尔斯基（Житоморский）、М·М·切尔诺夫（Чернов）、Р·И·梅尔沃利夫（Мервольв）、П·Б·梁赞诺夫，而主席则指定为М·А·尤金。在争论许久之后，为了多少解决局面，阿什肯纳齐想办法劝说切氏去肖氏家里找他谈话，肖氏承认「有地方像，只是碰巧」。这样坦白之后，切尔尼亚夫斯基表示希望得到金钱补偿，但肖斯塔科维奇反驳说如果开了这个先例，就会出现许多别的人来要求著作权。谈过这些，切尔尼亚夫斯基不说再见就离开了，在街上他突然对阿什肯纳齐说：「你也知道肖斯塔科维奇给我留下的印象这么好，我打算把事情结了」。亨托娃记录这段审案子的插曲时，则略有不同，没有记载肖切二人的会面。从亨托娃的意见来看，对歌曲旋律可能的来历定位，这种考量随着切尔尼亚夫斯基放弃主张就结束了。她还指出，这件事中旋律本身表现出来的类似，其并不能成为抄袭的标志，故事还确认了这样一点，那就是在音乐中，风格的元素甚至音调，它们的相似都根本不能标志出作品形式上、感情上乃至确切意思上的相似性。亨托娃相信肖斯塔科维奇创作出的作品完全原创、独有特色，即使歌曲的某些元素确实是根据熟悉的旋律创作的。按照传记作家克日什托夫·梅耶的说法，尽管分歧最终实际上是友善地解决了，著作权的问题到底还是不清楚的。

### 文内引注
1. ↑  取通行名称，实际名称出自其所在的电影，应联系电影的标题看。
2. ↑  又译作《献礼》[1]《雪耻》[2]等，今取通行译名，标题的具体意思见下文。
3. ↑  本文正文中出现的人名缩写全部用西里尔字母表记，请注意不要与形近的拉丁字母混淆。
4. ↑  原文
5. ↑  ，俄罗斯20世纪初的浪漫歌曲，属于著名的「庭院歌曲」。

## 引用书目
- Шостакович, Д. Д.   41. Москва: Музыка. 1987.
- Ахушков, Ш. (编).  . Лучшие советские фильмы. Книга I. Москва: Кинофотоиздат. 1935.
- Мейер, Кшиштоф.  . Санкт-Петербург: Композитор. 1998. ISBN 5-7379-0043-6.
- Хентова, С. М.   1. Ленинград и Москва: Советский композитор. 1975.
- Хентова, С. М.   2. Москва: Советский композитор. 1980.